# Боденбах
Боденбах (нем. Bodenbach) — община в Германии, в земле Рейнланд-Пфальц. 
Входит в состав района Вульканайфель. Подчиняется управлению Кельберг.  Население составляет 216 человек (на 31 декабря 2010 года). Занимает площадь 4,78 км².